# Ed Moran (Mittelstreckenläufer)
Ed Moran (* 9. Juni 1937) ist ein ehemaliger US-amerikanischer Mittelstreckenläufer.
1959 gewann er bei den Panamerikanischen Spielen in Chicago Bronze über 1500 m.
1961 wurde er Südamerikanischer Meister im Meilenlauf.

## Persönliche Bestzeiten
- 1500 m: 3:43,2 min, 1. August 1958, Warschau
- 1 Meile: 4:01,7 min, 21. Juni 1958, Bakersfield